# Torre degli Alvitreti
La torre degli Alvitreti è ubicata nel centro storico di Ascoli Piceno, nelle vicinanze della rinascimentale Piazza del Popolo.

## Storia
Situata nell’angolo tra corso Mazzini e via del Trivio, è stata costruita nel 1925 sulla base quadrata di una torre medievale già esistente che fu inglobata durante il rinascimento dal palazzo della nobile famiglia Alvitreti.

## Architettura
La struttura, dell’architetto Cesare Bazzani, presenta un terrazzo sorretto da mensole. Più in alto si trovano arcate simile a quelle di una torre campanaria, una per ogni lato e più in alto ancora c’è la piattaforma finale ornata da piccoli merli alla ghibellina che rendono la torre singolare nella città picena. Ha un chiaro stile neoromanico e si relaziona egregiamente con il contesto circostante.